# مجموعه‌های خلیلی
مجموعه‌های خلیلی (انگلیسی: Khalili Collections) هشت مجموعه هنری متمایز هستند که توسط ناصر داوود خلیلی در طول پنج دهه گردآوری شده‌اند. مجموع این مجموعه‌ها حدود ۳۵۰۰۰ اثر هنری را شامل می‌شود و هر کدام از مهم ترین‌ها در زمینه خود محسوب می‌شوند.

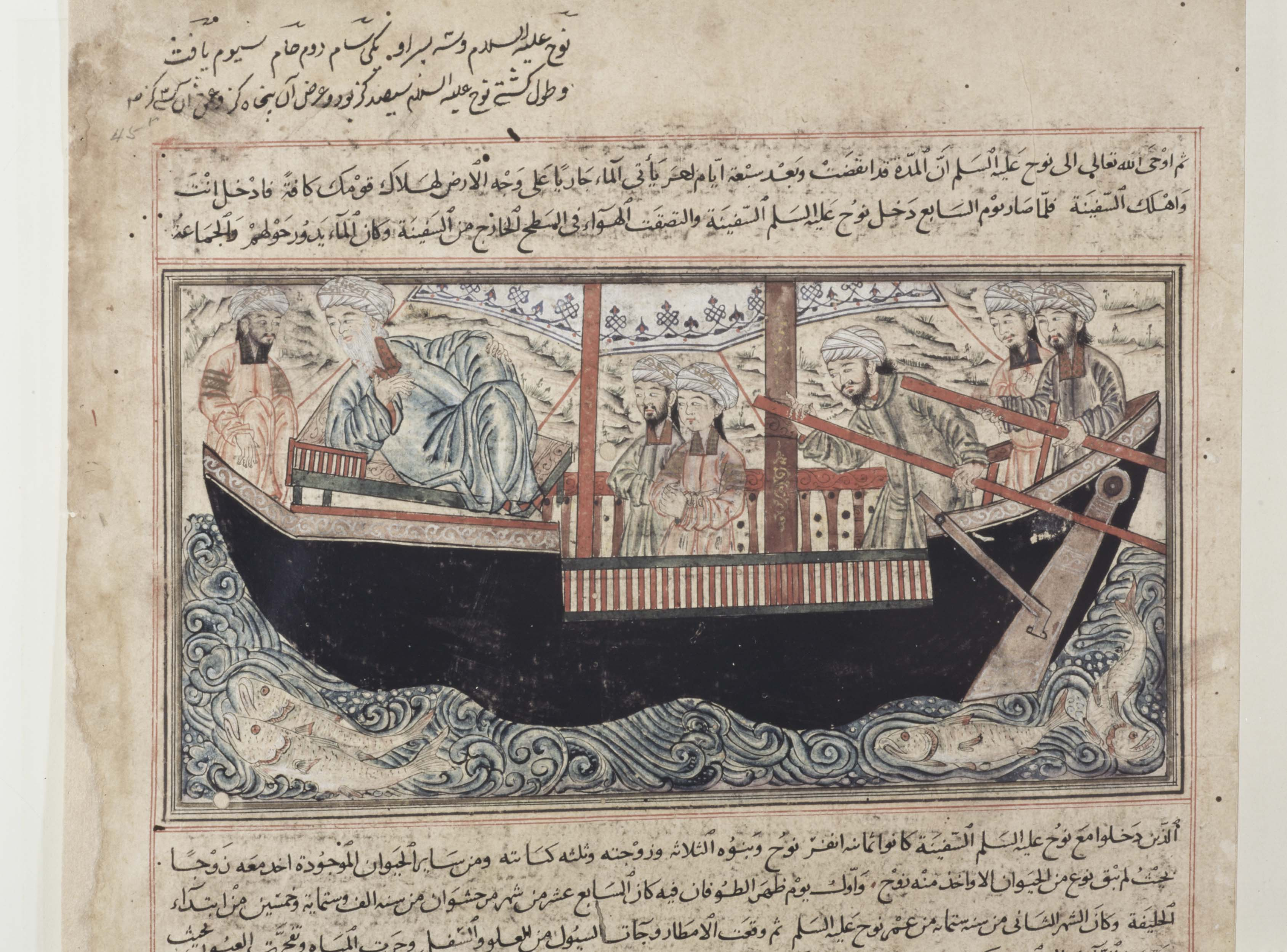
کشتی نوح، از جامع التواریخ رشیدالدین فضل‌الله همدانی، تبریز، ۱۵–۱۳۱۴.

در این میان بزرگ‌ترین مجموعه خصوصی هنر اسلامی با ۲۸۰۰۰ قلم از جمله ۲۰۰۰ سرامیک و ۶۰۰ قلم جواهر وجود دارد. مجموعه جداگانه ای شامل حدود ۵۰۰۰ شی مربوط به مراسم حج است که از قرن هفتم میلادی تا امروز را در بر می‌گیرد. از ژاپن، ۱۶۰۰ مورد از هنر تزئینی دوران میجیو مجموعه دیگری از بیش از ۴۵۰ کیمونو وجود دارد که یک دوره ۳۰۰ ساله را پوشش می‌دهد. جامع‌ترین مجموعه خصوصی مینا با بیش از ۱۳۰۰ مورد، شامل اقلامی از چین، ژاپن، اروپا و سرزمین‌های اسلامی است. این هشت مجموعه همچنین شامل ۱۰۰ منسوجات مسطح از جنوب سوئد، ۱۰۰ نمونه از فلزکاری شده اسپانیایی (به عنوان مثال با فلز منبت کاری شده به فلز دیگر) و ۴۸ سند آرامی از قرن چهارم قبل از میلاد باختر است. این مجموعه‌های مختلف دو موضوع را نشان می‌دهند که معمولاً به مجموعه‌های خصوصی انگیزه می‌دهند: جمع‌آوری نمونه‌هایی از بالاترین شایستگی هنری و تشکیل مجموعه‌های کامل.
صد کاتالوگ و تک نگاری در توصیف مجموعه‌ها در حال انتشار است. نمایشگاه‌های عمومی متعددی که به‌طور انحصاری از مجموعه‌ها گرفته شده و همچنین اقلامی به موسسات میراث امانت داده شده است.